# Nikołaj Stolarow
Nikołaj Siergiejewicz Stolarow (ros. Николай Сергеевич Столяро́в, ur. 3 stycznia 1947 we wsi Alaksandrauka w obwodzie homelskim) – radziecki i rosyjski polityk i wojskowy, generał major lotnictwa.

## Życiorys
Urodzony w chłopskiej rodzinie białoruskiej, od 1968 należał do KPZR, 1969 skończył wojskową szkołę lotników w Jejsku. Był nawigatorem, pomocnikiem szefa wydziału i zastępcą szefa sztabu pułku lotniczego w Białoruskim Okręgu Wojskowym, 1977 ukończył Akademię Sił Powietrznych im. Gagarina, a 1980 adiunkturę tej akademii. Wykładowca i starszy wykładowca Akademii Sił Powietrznych im. Gagarina, w latach 1990–1991 członek KC KPZR i przewodniczący Centralnej Komisji Kontrolnej Komunistycznej Partii RFSRR. Od 28 sierpnia do października 1991 zastępca przewodniczącego KGB ZSRR – szef Zarządu Kadr KGB ZSRR, od października do 3 grudnia 1991 zastępca przewodniczącego Międzyrepublikańskiej Służby Bezpieczeństwa ZSRR – szef Zarządu MSB ZSRR, po rozpadzie ZSRR przewodniczący komitetu ds. pracy ze składem osobowym – pomocnik Głównodowodzącego Zjednoczonych Sił Zbrojnych Wspólnoty Niepodległych Państw, potem do marca 1993 doradca przewodniczącego Rady Najwyższej Federacji Rosyjskiej ds. zagadnień wojskowych i politycznych. Generał major lotnictwa od 1991. Deputowany Dumy Państwowej I i II kadencji (1993–2000), członek grupy deputackiej „Rosyjskie Regiony”, zastępca przewodniczącego komitetu ds. międzynarodowych i zastępca przewodniczącego komisji Zgromadzenia Parlamentarnego ZBiR ds. bezpieczeństwa, obrony i walki z przestępczością. Odznaczony Orderem Przyjaźni i 15 medalami.